# Тамарау
Тамарау, или тамароу, или филиппинский буйвол, или миндоранский буйвол (лат. Bubalus mindorensis) — парнокопытное млекопитающее рода азиатских буйволов, наиболее крупный из островных буйволов, эндемик Филиппин. Несколько похож на антилопу и не имеет верхних резцов. Имеет сложный многоотдельный желудок, питается растительной пищей. В историческое время встречался только на одном острове — Миндоро. Сейчас вид находится под угрозой — раньше тамарау встречались во всех частях острова, а теперь сконцентрированы на нескольких участках, в частности, в крупнейшем национальном парке страны — Маунтс-Иглит — Бако. По данным на 2012 год в парке обитало 327 тамарау (274 животных в 2011 году).